# Morum ninomiyai
Morum ninomiyai is een slakkensoort uit de familie van de Harpidae. De wetenschappelijke naam van de soort is voor het eerst geldig gepubliceerd in 1986 door Emerson.